# TV TEM Bauru
TV TEM Bauru é uma emissora de televisão brasileira sediada em Bauru, cidade do estado de São Paulo. Opera no canal 26 UHF digital, e é afiliada à TV Globo. Integra a TV TEM, rede de televisão do interior paulista fundada em 2003, e cobre aproximadamente 95 municípios. Seus estúdios estão localizados no bairro Jardim Bela Vista, e sua antena de transmissão está no bairro Jardim Ouro Verde.

## História

### Antecedentes
Na década de 1950, o empresário ítalo-brasileiro João Simonetti, fundador da Bauru Rádio Clube, primeira emissora de rádio de Bauru, decide se aventurar na implantação da primeira emissora de televisão do município. Ainda durante o governo de Getúlio Vargas, Simonetti solicitou ao presidente a concessão de um canal de televisão, que lhe fora outorgada apenas no fim da década, em 1959. Ele também investiu cerca de Cr$ 7,5 milhões em equipamentos necessários para a criação da emissora, e assinou ainda um contrato com a REBRATEL de Mário Wallace Simonsen, para que fosse possível a instalação de 1000 aparelhos de televisão na cidade. Ainda em 1959, os telespectadores puderam ver a TV Bauru operando em caráter experimental pelo canal 2 VHF.

### TV Bauru (1960–1984)
Em 1.º de agosto de 1960, foi oficialmente fundada a TV Bauru, primeira emissora de televisão do interior paulista e também de um estado brasileiro (as emissoras existentes até então só haviam sido fundadas em capitais). A emissora foi responsável pela produção de vários programas de auditório, musicais, o noticiário Nosso Jornal, e até uma telenovela que era escrita e também protagonizada por Clorinda Resta. Vários profissionais das emissoras de rádio do município também migraram para o novo meio de comunicação.
No entanto, as dificuldades para manter uma emissora de televisão com alto nível eram enormes. Os anunciantes para o canal eram poucos, e com dinheiro faltando no caixa, muitos funcionários recebiam o pagamento já depois do vencimento. Todos esses fatores fizeram com que Simonetti vendesse em outubro do mesmo ano a emissora para as Organizações Victor Costa. Com a compra, houve também um aumento considerável da faixa de programação, com a adição de enlatados norte-americanos e programas retransmitidos da TV Paulista, que também pertencia a OVC.
Em maio de 1965, as Organizações Victor Costa foram vendidas a Roberto Marinho, que incorpora seus veículos às Organizações Globo. Com isso, a TV Bauru passou a ser uma emissora própria da Rede Globo, juntamente com a TV Paulista, que em 1967 passou a se chamar TV Globo São Paulo. Sob a direção de Arceno Athas, as produções locais vão sendo aos poucos extintas, e apenas o jornalismo vai sendo priorizado. Destacam-se nessa época os programas Globo Interior e Globo Agora à Noite, que eram produzidos e também apresentados por jornalistas como Roberto Purini, Edson Fagnani, João Dias Antunes e Fred Calmon. No entanto, esses programas foram sendo substituídos gradativamente pelo Jornal Nacional, transmitido via satélite.
Em 1971, com o surgimento do Jornal Hoje, a emissora cria uma versão local do telejornal apresentado por Alonso Padilha, porém, esta é gradativamente substituída pela versão paulistana apresentada por Leo Batista e Luís Jatobá. A emissora chega ao fim da década de 1970 apenas com uma equipe de reportagem composta pelo repórter Jair Acetuno, os cinegrafistas Moacir Mendonça e Walcir Coelho, e o iluminador Carlos Corrente, que juntos produziam apenas matérias exibidas durante o Jornal das Sete, produzido em São Paulo. Em 28 de fevereiro de 1980, a emissora passa exibir um bloco local de 2 minutos do JS, que em 3 de janeiro de 1983 foi substituído pelo SPTV.

### TV Globo Oeste Paulista (1984–1998)

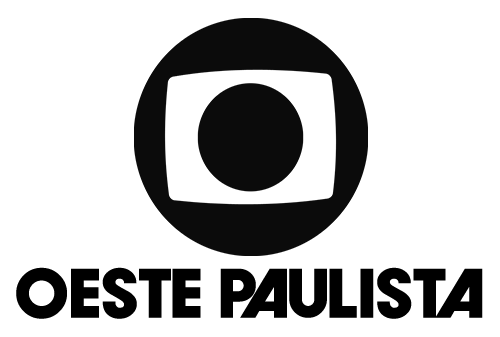
Logotipo da emissora entre 1984 e 1998

O panorama se mantém o mesmo até 1984, quando a Central Globo de Afiliadas e Expansão surge para aperfeiçoar e revitalizar todo o jornalismo das emissoras próprias e afiliadas da Globo. Nesse ínterim, em 24 de outubro de 1984, a TV Bauru então passa a se chamar TV Globo Oeste Paulista. São investidos 2,5 milhões de dólares na compra de novos equipamentos e a criação de sucursais nos municípios de São José do Rio Preto, Marília e Presidente Prudente, e três meses depois, também é criada uma sucursal em Araçatuba, passando a cobrir 260 municípios do interior do estado. O número de equipes de jornalismo passa a ser de 11, e o SPTV que até então ocupava apenas um pequeno bloco do telejornal gerado em São Paulo ganha duas edições, às 12h45 e às 19h45.
Em 21 de abril de 1986, as sucursais da emissora em Araçatuba e São José do Rio Preto são desvinculadas, e cria-se então a TV Globo Noroeste Paulista, seguindo também o mesmo padrão da emissora de Bauru. Em 9 de julho de 1990, as emissoras da Rede Globo em São Paulo substituem o SPTV pelo SP Já, sendo a 1.ª edição retransmitida da TV Globo São Paulo, e a segunda produzida localmente pela TV Globo Oeste Paulista.
Em 11 de abril de 1994, com a volta da exibição do Jornal Hoje para o estado de São Paulo, a primeira edição do SP Já passa a ser também produzida pela TV Globo Oeste Paulista. Também é nesse ano, que com o surgimento da TV Fronteira Paulista, em 1.º de junho, a emissora deixa cobrir a Mesorregião de Presidente Prudente, restringindo sua cobertura, que em 1984 era de 260 municípios à 113 municípios. Em 1996, o SP Já é extinto e a emissora volta a produzir o SPTV.

### TV Modelo (1998–2003)

Logotipo da emissora entre 1998 e 2003

Já no fim da década de 1990, a Central Globo de Afiliadas e Expansão lança o "Projeto Regional do Futuro", que visava dar uma autonomia maior as emissoras próprias da Rede Globo no interior paulista e também a TV Globo Juiz de Fora em Minas Gerais, bem como a expansão da programação local e a interação com a comunidade local. Com isso, a TV Globo Oeste Paulista passa a se chamar TV Modelo, e surgem também novos programas, como o Modelo Esporte, exibido antes da versão paulistana do Globo Esporte; o Comunidade no Ar, boletim exibido durante a programação que mostrava ações de entidades filantrópicas, ONG's, entre outros; Interação, revista eletrônica exibida aos sábados, e o Nosso Campo, programa sobre o agronegócio local, que era produzido junto com a TV Fronteira, TV Progresso de São José do Rio Preto e a TV Aliança Paulista de Sorocaba. A emissora também exibia o Terra da Gente, que era produzido pela EPTV Campinas.
Também foram implementadas campanhas e projetos regionais como a "Campanha do Agasalho", "Semana da Faxina", "Música na Praça", "Recreança", além do "Ação Global", feito em parceria com o SESI, além de eventos esportivos como a Copa TV Modelo de Futsal e a Copa TV Modelo de Vôlei de Praia. Todos esses eventos visavam aproximar ainda mais a identidade da emissora e também das outras com a região onde se estabeleciam, e boa parte deles ocorre até hoje. Essa regionalização também afetou o jornalismo da emissora, quando o SPTV, a partir da remodelação do padrão de jornalismo local da Globo, passou a ter uma linha editorial mais próxima da comunidade.
Em 2002, as Organizações Globo contraíram uma enorme dívida resultante dos investimentos nos canais Globosat e nas empresas de TV por assinatura, que ultrapassava a casa dos R$ 2 bilhões em outubro daquele ano. Como forma de aliviar os gastos, a Rede Globo vendeu suas ações em 15 emissoras onde tinha participação acionária ou estavam em sua propriedade. Dessa forma, 90% das ações da TV Modelo, juntamente com outros 90% da TV Progresso de São José do Rio Preto e da TV Aliança Paulista de Sorocaba foram vendidos para o empresário José Hawilla (proprietário da Traffic, empresa de marketing esportivo), por um valor entre 120 a 180 milhões de reais.

### TV TEM Bauru (2003–presente)
Em 6 de maio de 2003, já com a compra aprovada pelo CADE e o Ministério das Comunicações, as emissoras de TV de Bauru, Sorocaba e São José do Rio Preto passaram a formar a TV TEM (sigla de Traffic Entertainment and Marketing), que juntamente com a emissora de Itapetininga, fundada no mesmo dia, passava a cobrir 318 municípios do interior paulista, totalizando 49% do estado de São Paulo. A TV Modelo então passa a se chamar TV TEM Bauru, e os programas exibidos até então são extintos e substituídos pelo Bom Dia Cidade, sucessor do bloco local do Bom Dia São Paulo, e o TEM Notícias, sucessor do SPTV. Os demais programas passam a ser produzidos pela TV TEM Sorocaba, matriz da rede.
Em 25 de outubro de 2024, foi anunciado que a TV TEM passaria a cobrir Presidente Prudente, a partir da emissora de Bauru, esta por sua vez voltando a cobrir a Mesorregião de Presidente Prudente, após quase 30 anos, quando esta região foi cedida à então recém-fundada TV Fronteira em 1994, na extinta TV Globo Oeste Paulista. Prevista inicialmente para o dia 1.° de janeiro de 2025, a mudança foi adiada para o dia 31 de agosto, a fim de dar mais tempo para a expansão do sinal. Além disso, funcionários da TV TEM começaram a dar início ao reconhecimento da área, alugando prédios comerciais e criando vagas de emprego em Presidente Prudente.
Em decisão favorável à TV Fronteira, a TV Tem fica impedida de assumir a transmissão no dia 1º de setembro de 2025 até decisão final sobre o caso. Por outro lado, a TV Tem também sofreu outra derrota por uso indevido do nome “TEM”, que pertence à Tem Publicidade e Comércio de Painéis e Luminosos Ltda seno obrigada a mudar de nome na mesma 15 .

## Sinal digital
| Canal virtual | Canal digital | Resolução de tela | Programação                                   |
| ------------- | ------------- | ----------------- | --------------------------------------------- |
| 26.1          | 26 UHF        | 1080i             | Programação principal da TV TEM Bauru / Globo |

A emissora inaugurou o seu sinal digital em 23 de julho de 2012, em uma cerimônia realizada em sua sede em Bauru. O presidente da TV TEM, J.Hawilla, e a diretora da Central Globo de Afiliadas, Cláudia Quaresma, apertaram simbolicamente um botão que acionava o sinal digital da emissora, pelo canal 26 UHF. Os telejornais da emissora porém, passaram a ser exibidos em alta definição apenas em 2 de junho de 2015, com a exceção dos programas retransmitidos da TV TEM Sorocaba já exibidos no formato.
Transição para o sinal digital
Com base no decreto federal de transição das emissoras de TV brasileiras do sinal analógico para o digital, a TV TEM Bauru, bem como as outras emissoras de Bauru, cessou suas transmissões pelo canal 2 VHF em 28 de março de 2018, seguindo o cronograma oficial da ANATEL.